# 第六航空隊
第六航空隊（だい6こうくうたい）および1942年（昭和17年）11月1日に改称した第二〇四海軍航空隊（だい204かいぐんこうくうたい）は、日本海軍の部隊の一つ。太平洋戦争に戦闘機部隊として従事した。

## 沿革

### 六空
第6航空隊は、蘭印・外南洋方面の侵攻作戦が順調に完了したことから、最前線で活動してきた台南海軍航空隊と第三航空隊のベテランを中心に、米豪遮断を主軸とする第二段作戦に備えて、1942年4月1日木更津飛行場で開隊された。定数、戦闘機60・偵察機8。4月18日ドーリットル隊本土空襲。18機で機動部隊を追撃するが会敵せず。ミッドウェー島占領の暁にミッドウェー基地航空隊となるべく、5月17日ミッドウェー海戦に本隊出動（機体は第一航空艦隊の空母に搭載）。5月18日アリューシャン作戦に参加。佐伯湾で「隼鷹」に着艦し出航。6月4日アリューシャン部隊、ウナラスカ島ダッチハーバーに出撃。空中戦および機銃掃射に従事。6月5日ミッドウェー海戦で空母もろとも全機を喪失し、機体をすべて失った。6月25日ミッドウェー部隊木更津に帰還。アリューシャン部隊大湊に帰還（機体は隼鷹飛行隊に譲渡）。
1942年8月19日ラバウルに向け、先遣隊18機木更津発。本隊は「瑞鳳」などの輸送により10月までに進出。以後、ガダルカナル島奪還作戦に従事。10月7日ブーゲンビル島ブインに進出。10月11日ヘンダーソン飛行場砲撃に出撃した「金剛」「榛名」を護衛。以後、艦隊随伴・防空に従事。

### 二〇四空
11月1日「第二〇四海軍航空隊」に改称。1943年2月7日「ケ号撤収作戦（ガダルカナル島撤収作戦）」完遂。この日まで連日輸送船団を護衛。二〇四空は漸次ブインよりラバウルに撤退。2月28日「第81号作戦（第51師団のラエ輸送作戦）」開始。船団護衛に従事。3月3日輸送船団が敵の空襲により壊滅（通称「ダンピール海峡の悲劇」）。3月25日「い号作戦」発動。攻撃隊の護衛を担当。4月7日X攻撃（ガダルカナル島方面）実施。護衛に従事。4月12日Y攻撃（ポートモレスビー方面）実施。護衛に従事。4月18日「海軍甲事件」発生。山本五十六連合艦隊司令長官搭乗機の護衛に失敗。6月16日ガダルカナル島上空の空戦（「セ」作戦）で飛行隊長宮野善治郎大尉、森崎武中尉らが戦死。一時期士官パイロットが皆無の状態となる。7月頃ブインに再進出。10月8日　ニューギニア戦線へ転換、ラバウルへ再撤退。11月1日ブーゲンビル島に連合軍上陸。翌2日、対抗して「ろ号作戦」発動。12月15日ニューブリテン島上陸部隊を爆装零戦55機（うち二〇四空41機）で強襲。マーカス岬での攻撃から帰還した大庭良雄（制空隊隊長）は戦果は小さいと報告、山中忠男（爆撃隊隊長）は大戦果と報告し、戦果がはっきりしなかった。柴田武雄司令は現地から敵上陸用舟艇の破片らしきものを証拠として挙げ、戦果は物資満載の上陸用舟艇多数撃破、炎上と報告したが、実際の連合側はほぼ被害を受けずに上陸に成功した。以後6回攻撃実施。連合軍のラバウル攻撃が激化。連日空襲部隊の迎撃に従事。
1944年1月25日　トラック撤退命令。ラバウル再進出のため、補充要員の練成に従事。2月16日基地に敵偵察機があったが、気に止めず、映画鑑賞をしてその日は寝た。しかし17日朝敵空襲によって目を覚まし柴田司令は急いで機体を上空へ発進させる。31機中10機ほど帰還し18名未帰還、敵は戦闘機隊であったため空中被害が大きく地上被害は小さかった。次の攻撃に備えて6機しか用意できない状態になり、しかも搭乗員も小隊長以外初心者となった。続く敵来襲によって最後には1機になった。この上空発進命令に飛行隊長倉兼義男大尉はうろたえながら発進を指示した。指揮官として地上で零戦を失うくらいなら戦って失った方が得策でも、隊員はほぼ戦闘未経験者でベテランもマラリアにかかっており上がれば必ず落とされる状況であり、前田飛曹長は士官たちに拳銃を向けて「こんな大群に2、3機上がって何になる。てめえらはそんなに下士官を殺したいのか。そんなに殺したきゃ死んでやるから見てろ」と言って戦闘機で敵機に体当たりして死亡した。このトラック大空襲で270機の機体を喪失、補給された最新の零戦52型100機も戦わずに破壊された。主力の204空が再進出計画を前に壊滅したため、ラバウルへの再進出計画を断念せざるをえなくなり、204空も解隊を余儀なくされた。3月4日解隊。
トラック空襲を生き延びた要員は第二五三海軍航空隊に編入されてマリアナ諸島防衛に従事し、ラバウルに残留した要員は第一五一海軍航空隊に編入されて終戦まで自活した。

## 使用機種
- 零式艦上戦闘機

## 歴代司令
- 森田千里 大佐：昭和17年4月1日 -
- 杉本丑衛 大佐：昭和18年3月10日 -
- 玉井浅一 中佐：昭和18年9月1日 -
- 柴田武雄 中佐：昭和18年10月1日 - 昭和19年3月4日解隊